# S4711
S4711 — звезда в скоплении вокруг сверхмассивной чёрной дыры Стрелец А*(Sgr A*). По состоянию на август 2020 года является самой короткопериодической звездой среди «S-звезд», её орбитальный период оценивают в 7.6 лет.

## Наблюдения
В результате анализа изображений с инструментов NACO и SINFONI на VLT сделанных в период с 2004 по 2016 гг. были обнаружены звезды S4711, S4712, S4713, S4714, S4715 и S62. С 2017 по 2019 наблюдения S4711 провести с большой точностью не удалось из-за близкого прохождения S2(S0-2). Максимальное удаление S4711 от Sgr A* около 80 mas (~ 6 пикселей на изображении NACO), а апоцентра звезда достигла в 2007 году.

## Параметры орбиты
Перицентр орбиты S4711 составляет около 12 mas, Florian Peißker с соавторами используя правило 0.04 pc ≈ 1000 mas, оценили перицентр орбиты в 143.7 а. е.(≈0.00069 pc). Апоцентр составил 1094.7 а. е. Скорость в перицентре оценивается в 6693 км/с (2,2 % от скорости света). Из-за столь близкого прохода возле Sgr A* у звезды наблюдается сильное гравитационное красное смещение, так же по расчетам её орбита прецессирует в результате действия релятивистских эффектов примерно на 10 угловых минут.
Так же были рассчитаны Кеплеровы элементы орбиты:
- большая полуось ({\displaystyle a}): 3 pc
- эксцентриситет ({\displaystyle e}): 0.768
- наклонение ({\displaystyle i}): 114,71°
- долгота восходящего узла ({\displaystyle \Omega }): 20°
- аргумент перицентра ({\displaystyle \omega }): 131,6°